# Vincent Dollmann
Vincent Dollmann (Mulhouse, 19 de agosto de 1964) é um prelado católico francês, arcebispo de Cambrai desde 15 de agosto de 2018.

## Biografia

### Treinamento
Vincent Dollmann passou a infância em Kœtzingue. Seguiu toda a sua formação para o sacerdócio no Seminário Maior de Estrasburgo e na Faculdade de Teologia Católica de Estrasburgo. No final do primeiro ciclo de formação passou dois anos nas Maurícias com os Padres Espiritanos. De volta à França, continuou seus estudos com o ciclo de teologia e obteve o DEA em teologia.
Foi ordenado sacerdote em 25 de junho de 1990 para a diocese de Estrasburgo. Ele celebrou sua primeira missa em1º de julhona igreja de Saint-Léger em Koetzingue, onde foi batizado.
Em1995-1996retomou os estudos no instituto de formação de educadores do clero (IFEC) em Paris.

### Principais ministérios
Após a sua ordenação, Vincent Dollmann foi nomeado capelão do “seminário juvenil” de Walbourg até1996, depois mudou-se para Estrasburgo, onde foi diretor espiritual do Seminário Maior, pregador e confessor da catedral e membro dos departamentos diocesanos para a educação e as vocações católicas. Em2006, foi nomeado pároco de Sainte-Madeleine em Estrasburgo e vice-reitor do seminário de Estrasburgo em 2006 tem 2009 .
Em2009, deixou Estrasburgo e foi para Roma , onde ocupou cargos na Congregação para a Educação Católica e no Seminário Francês como Diretor Espiritual.
Bento  XVI nomeou- o bispo titular de Cursola (de) e bispo auxiliar de Estrasburgo em 25 de julho de 2012.
Sua consagração episcopal ocorreu em 2 de setembro a seguir em Estrasburgo. O principal bispo consagrante é Jean-Pierre Grallet e os dois bispos co-consagrantes são Christian Kratz e Jean-Louis Bruguès, mas notamos também a presença de outros bispos franceses, bispos alemães e suíços, bem como Nestor-Désiré Nongo-Aziagbia, por Joseph Doré e Léon Hégelé.
Ele escolheu como lema episcopal uma citação da Segunda Carta de São Paulo aos Coríntios : “Caritas Christi urget nos” (“A caridade de Cristo nos impele”) (2 Cor 5, 14a).
Em Junho de 2017, Dollmann foi nomeado superior do seminário maior de Sainte-Marie-Majeure, em Estrasburgo, por um período de um ano.
O 25 de maio de 2018, Dollmann foi nomeado pelo Papa Francisco arcebispo coadjutor da arquidiocese de Cambrai. Ele se tornou seu arcebispo ordinário em 15 de agosto de 2018, após a morte de François Garnier.